# Duke-of-York-Insel

Die Duke-of-York-Insel auf einer historischen deutschen Seekarte (1879)

Die Duke-of-York-Insel (früher auch Amacata oder Amakada, kolonialdeutsch Neulauenburg), ist eine Insel von Papua-Neuguinea. Sie gehört zur gleichnamigen Gruppe der Duke-of-York-Inseln, die im Westpazifik zwischen den weit größeren Inseln Neubritannien im Westen und Neuirland im Osten liegt.
Die Koralleninsel ist durchweg flach und hat eine Fläche von knapp 52 km². Große Buchten finden sich an der Westküste (etwa Foul Bay).
1767 entdeckte der britische Seefahrer Philipp Carteret die Insel und benannte sie und die umliegenden Inseln zu Ehren des Prinzen Eduard August, Duke of York and Albany. Um 1884 wurden sie eine deutsche Kolonie, nach dem Ersten Weltkrieg fielen sie an Großbritannien und seit 1975 gehören sie zum Staat Papua-Neuguinea.
Die Duke-of-York-Insel und ihre Nachbarinseln liegen in einer von Überflutungen, Erdbeben und Tsunamis gefährdeten Zone. Im Jahr 2000 wurde deshalb die Umsiedlung vieler Einwohner der Inseln auf höher gelegene Gebiete der Inseln Neubritannien und Neuirland verkündet, um Tote bei einem möglichen Absinken der Inselgruppe zu vermeiden.